# David Trueba
David Rodríguez Trueba (Madrid, 10 de septiembre de 1969) es un escritor, periodista, director de cine, guionista y actor español.

## Biografía
Es el hermano menor de una familia madrileña con ocho hijos; entre ellos, Fernando Trueba, ganador de un Premio Óscar. No ingresó en el colegio hasta los siete años debido al afán de su madre por retenerlo. Desde pequeño adquirió el hábito de escribir con la máquina de escribir Olivetti Lettera 35 que vendía su padre en su trabajo de venta ambulante.
De vocación periodista, tras su paso por el colegio religioso de los salesianos en el barrio de Estrecho en Madrid, ingresó en la facultad de Ciencias de la Información rama de Periodismo en la Universidad Complutense de Madrid. Mientras cursaba sus estudios trabajó en cortometrajes y escribió la película Amo tu cama rica que dirigió Emilio Martínez Lázaro. Al terminar sus estudios completó su formación en Estados Unidos, donde realizó un curso de guion en el American Film Institute, en la que le impartió clase Leonardo Bercovici, y quien le corrigió el primer borrador de su guion Los peores años de nuestra vida, donde se autorretrató como un joven enamoradizo, romántico y adverso a la idea de estabilidad laboral.
Antes de su viaje a Estados Unidos en 1992, en España ejerció diversos trabajos: letrista para Rosa León, también escribió la letra de la canción de Andrés Calamaro para su película Bienvenido a casa que fue nominada al Goya a la mejor canción original en 2006; periodista para El País y El Mundo; guionista de programa televisivo en Sopa de gansos y Querido Rafael (sobre la figura de Rafael Alberti). Volvería a trabajar en televisión entre 1993 y 1994 como codirector del programa El peor programa de la semana.
Emilio Martínez Lázaro le contrató en 1991 para hacer el guion de Amo tu cama rica. Su buen entendimiento profesional se tradujo en la filmación del posterior guion de David, Los peores años de nuestra vida, a su vuelta de los Estados Unidos.
En 1996 se produjo su salto a la dirección con La buena vida, inspirada en la obra de François Truffaut, Louis Malle y J. D. Salinger. En ella, Trueba rememoró la adolescencia como una etapa vital dolorosa, solitaria, de la que sólo se podría escapar gracias al influjo del amor. Tras una larga búsqueda en los institutos madrileños seleccionó a Fernando Ramallo por su mirada melancólica. Ese mismo año ganó el Premio al Mejor Videoclip al dirigir a Albert Pla en su versión del clásico de Lou Reed Walk on the Wild Side retitulado El lao más bestia de la vida. Con el mismo cantante rodaría el espectáculo teatral Albert Pla supone Fonollosa.
Al año siguiente la Academia le recompensó con una doble candidatura a los Premios Goya al mejor director novel y al mejor guion original.
Su siguiente largometraje, Obra maestra (2000), se demoró cuatro años y en él narró las vicisitudes de un director de cine aficionado que secuestra a una actriz de éxito para convertirla en la protagonista de su propio film.
Dos años más tarde abordó su proyecto más ambicioso, Soldados de Salamina, adaptación cinematográfica de la novela homónima de Javier Cercas, una ficción sobre un periodista que investiga los hechos en el fusilamiento de Sánchez Mazas, así como una disertación sobre la relatividad de la heroicidad. El largometraje es seleccionado por la Academia para representar a España en los Óscar, pero no obtuvo la candidatura, aunque el documental Balseros, donde David Trueba fue coproductor y coguionista con Carles Bosch, sí lo consiguió. Su trabajo de guionista para otros directores ha continuado con ciertos paréntesis, aunque ha colaborado en películas de Álex de la Iglesia, Tony Gatliff o su hermano Fernando Trueba como Two Much o La niña de tus ojos, cuyo guion escribió junto a Rafael Azcona.
En 2004 aceptó el cargo de vicepresidente de la Academia de Cine Española que dejó tras tres años en la institución.
En 2005 rodó su cuarta película, Bienvenido a casa, sobre una joven pareja (formada por Alejo Sauras y Pilar López de Ayala), que empieza su vida personal —nacimiento de un hijo incluido— como profesional. La cinta se presenta al Festival de Málaga, en el que David es galardonado con el premio al mejor realizador.
En 2006 dirige junto a Luis Alegre la película conversación La silla de Fernando en la que se da a conocer un Fernando Fernán Gómez brillante e inteligente. La película obtuvo el aplauso unánime de la crítica.
En 2010 dirigió ¿Qué fue de Jorge Sanz?, miniserie de seis capítulos producida por Canal+, creada por Jorge Sanz y él mismo, y de la que también es responsable del guion. Se trata de una ficción en clave de comedia basada en parte en hechos reales, en el que el actor Jorge Sanz se interpreta a sí mismo en un momento de declive profesional, problemas económicos y desorientación personal.
Ha publicado seis novelas en la editorial Anagrama, Abierto toda la noche de 1995, Cuatro amigos de 1999, Saber perder de 2008, Blitz de 2015, Tierra de campos de 2017 y Queridos niños de 2021, además de la novela juvenil El río baja sucio de 2019 para la editorial Siruela. Desde hace años escribe periódicamente en El País y en la revista Dominical que se entrega con casi una veintena de diarios españoles, entre ellos El Periódico de Catalunya. Algunas de sus columnas periodísticas están recogidas en los libros Artículos de ocasión, Tragarse la lengua, Érase una vez y El siglo XXI cumple 18.
Recibió el Premio Nacional de la Crítica de 2008 por su novela Saber perder. Sus novelas han sido traducidas a más de quince idiomas, incluido el inglés, alemán, griego, checo, portugués, italiano, neerlandés y francés. En 2010 Saber perder ha sido  elegida finalista del prestigioso Premio Médicis a raíz de su publicación en Francia en la editorial Flammarion.
En 2013, escribe y dirige Vivir es fácil con los ojos cerrados, con la que consigue su mayor éxito, haciéndose con siete premios Goya, entre ellos Mejor película, Mejor director y Mejor guion original.

## Filmografía

### Guionista
- Amo tu cama rica (1991), junto con Martín Casariego y Emilio Martínez Lázaro.
- Los peores años de nuestra vida (1994).
- Perdita Durango (1997).
- La niña de tus ojos (1998).
- Balseros (2003).
- El olvido que seremos (2020).

### Director y guionista
- La buena vida (1996).
- Obra maestra (2000).
- Soldados de Salamina (2003).
- Bienvenido a casa (2006).
- La silla de Fernando (2006).
- ¿Qué fue de Jorge Sanz? (2010, 2016 - 2017). (Serie de televisión)
- Madrid, 1987 (2011).
- Vivir es fácil con los ojos cerrados (2013).
- Salir de casa (2016).
- Casi 40 (2018).
- Si me borrara el viento lo que yo canto (2019).[2]
- A este lado del mundo (2020).
- La sagrada familia (2022).(Serie documental sobre la familia Pujol Ferrusola para Discovery+)
- Felipe 82 (2023). (Documental sobre el expresidente del Gobierno Felipe González centrado en la llegada al poder del PSOE en 1982)
- Sofía y la vida real (2023).(Serie documental sobre la familia Pujol Ferrusola para HBO Max)
- Saben aquell (2023).
- El hombre bueno (2024).
- Siempre es invierno (2025).

### Actor
- Evilio, de Santiago Segura (1992).
- Amo tu cama rica, de Emilio Martínez Lázaro (1992).
- Los peores años de nuestra vida, de Emilio Martínez Lázaro (1994).
- Suspiros de España y Portugal, de José Luis García Sánchez (1995).
- Airbag, de Juanma Bajo Ulloa (1997).
- Adiós con el corazón, de José Luis García Sánchez (2000).
- Más pena que gloria, de Víctor García León (2001).
- El elefante del rey, de Víctor García León (2003).
- ¡Hay motivo!, de varios directores (2004).

## Obra escrita

### Novelas
- Abierto toda la noche (Anagrama, 1995).
- Cuatro amigos (Anagrama, 1999).
- Saber perder (Anagrama, 2008).
- Blitz (Anagrama, 2015).
- Tierra de campos (Anagrama, 2017).
- El río baja sucio (Siruela, 2019).
- Queridos niños (Anagrama, 2021).

### Otros
- 1998 - Artículos de ocasión. Xordica Editorial.
- 2003 - Diálogos de Salamina: un paseo por el cine y la literatura (con Javier Cercas; Luis Alegre, ed.; David Airob, fot.)
- 2003 - Tragarse la lengua y otros artículos de ocasión. Ediciones B
- 2013 - Érase una vez, antología de artículos, Debate.
- 2013 - Vivir es fácil con los ojos cerrados Cuaderno de rodaje, Malpaso Ediciones.
- 2018 - La tiranía sin tiranos. Anagrama.
- 2018 - El siglo XXI cumple 18. Debate.
- 2020 - Ganarse la vida. Una celebración. Anagrama.

## Premios
Premios Goya
| Año  | Categoría             | Película                             | Resultado |
| ---- | --------------------- | ------------------------------------ | --------- |
| 1994 | Mejor guion original  | Los peores años de nuestra vida      | Nominado  |
| 1996 | Mejor guion original  | La buena vida                        | Nominado  |
| 1996 | Mejor dirección novel | La buena vida                        | Nominado  |
| 1998 | Mejor guion original  | La niña de tus ojos                  | Nominado  |
| 2003 | Mejor dirección       | Soldados de Salamina                 | Nominado  |
| 2003 | Mejor guion adaptado  | Soldados de Salamina                 | Nominado  |
| 2013 | Mejor dirección       | Vivir es fácil con los ojos cerrados | Ganador   |
| 2013 | Mejor guion original  | Vivir es fácil con los ojos cerrados | Ganador   |

Medallas del Círculo de Escritores Cinematográficos
| Año  | Categoría            | Película                             | Resultado |
| ---- | -------------------- | ------------------------------------ | --------- |
| 2003 | Mejor director       | Soldados de Salamina                 | Nominado  |
| 2003 | Mejor guion adaptado | Soldados de Salamina                 | Nominado  |
| 2003 | Mejor montaje        | Soldados de Salamina                 | Ganador   |
| 2011 | Mejor guion adaptado | Los muertos no se tocan, nene        | Nominado  |
| 2013 | Mejor guion original | Vivir es fácil con los ojos cerrados | Ganador   |
| 2013 | Mejor director       | Vivir es fácil con los ojos cerrados | Nominado  |
| 2023 | Mejor guion adaptado | Saben aquell                         | Nominado  |
| 2023 | Mejor director       | Saben aquell                         | Nominado  |

- Premios Feroz.
  - Premio a la mejor dirección (2014).
  - Premio al mejor guion (2014).

- Festival de Málaga.
  - Mejor director.

- Premios Literarios.
  - Premio Nacional de la Crítica por la novela Saber perder.
  - Premio Los Libreros Recomiendan 2018  otorgado por los libreros independientes españoles (CEGAL) por la novela Tierra de campos.[10]
- Premios Platino 2014[11]
  - Nominado a Mejor Dirección y Mejor Guion por Vivir es fácil con los ojos cerrados.
- Premio de la Crítica de Madrid por la novela Tierra de campos.